# Обратный ленд-лиз из СССР в США
Обратный ленд-лиз из СССР в США — встречные поставки товаров и услуг из Советского Союза в Соединённые Штаты Америки, осуществлявшиеся в годы Второй мировой войны в соответствии с советско-американским соглашением от 11 июня 1942 года.
11 марта 1941 года Конгрессом США был принят Закон о ленд-лизе. В октябре 1941 года программа ленд-лиза была распространена на Советский Союз. 11 июня 1942 года в Вашингтоне состоялось подписание соглашение между США и СССР «О принципах, применимых к взаимной помощи в ведении войны против агрессии». В соглашении определялся порядок оказания взаимной помощи в годы войны. В том числе, согласно статье 2, Советское правительство принимало на себя обязательства содействовать обороне Соединённых Штатов Америки и предоставлять материалы, обслуживание, льготы и информацию, в меру своих возможностей.
Согласно Отчёту президента США Гарри Трумэна Конгрессу, по состоянию на 2 сентября 1945 года обратный ленд-лиз из СССР составил 2 212 698 долларов. В том числе по статьям:
- Материалы и оборудование (англ. Facilities and Equipment) — 56 786 долларов
- Тестирование и восстановление (англ. Testing, Reconditioning etc. of Defence Articles) — 2 155 912 долларов[3]

Для сравнения обратный ленд-лиз из других государств, принимавших участие во Второй Мировой войне, составил:
- Британская Империя (включая Австралию и Новую Зеландию) — 6 752 073 165 долларов;
- Франция — 867 781 245 долларов;
- Бельгия — 191 215 983 долларов;
- Китай — 3 672 000 долларов;
- Нидерланды — 2 367 700 долларов.

При этом весь экспорт из СССР в США в период с 12.09.1941 по 31.12.1945 года составил 223 196 300 долларов.
Таким образом, большая часть экспортных поставок из Советского Союза в США не имела прямого отношения к обратному ленд-лизу. В основном калькуляция поставок в рамках обратного ленд-лиза из СССР в США складывалась из предоставления аэродромов для американской авиации, а также обслуживания и заправки американских самолётов. Так, в период с июня по сентябрь 1944 года, американская авиация в ходе операции «Фрэнтик» использовала для осуществления налётов на объекты в Германии, Венгрии, Румынии и Польше три советских аэродрома на Украине. Весной 1945 года американские военнослужащие, покидавшие Полтаву, получали памятку, в которой, в частности, было сказано:

 Русские проделали большую физическую работу для нас, создавая нам хорошие условия жизни. Они разгружали вагоны, помогали рыть ямы, снабжали нас водой, помогали питанием и т. д. Ни одна другая нация не сделала для нас так много, как сделали для нас русские.
Некоторые источники указывается, что в стоимость услуг могли быть включены железнодорожные и автомобильные перевозки, осуществлявшиеся в интересах американской стороны
В 1944 году в США вышла в свет книга администратора программы ленд-лиза и будущего государственного секретаря США Эдварда Стеттиниуса «Ленд-лиз — оружие победы».

Даже Россия и Китай, понесшие огромные потери, защищая свои страны, поставляли нам военные материалы и оказывали кое-какие услуги. Китайцы даром вернули нам все Пи-40, оставшиеся у них от тех, которые они у нас купили, и передали нашей 14-й авиационной части бензин из бесценных для них запасов. В Россию мы не посылали войск, но, когда наши корабли приходят в русские порты, Советский Союз оплачивает все расходы по топливу, продуктам, медицинскому обслуживанию, а в случае необходимости — и ремонту судов.
Наши союзники, несомненно, делают все, что в их силах, выполняя эти обязательства. Россия ведет войну на своей земле уже два года, Китай — шесть лет. Обе эти страны потеряли миллионы людей, пережили оккупацию и разрушение многих крупных городов и отторжение миллионов акров лучших земель. Если мы отправляем им больше помощи по ленд-лизу, чем получаем от них по «возвратному ленд-лизу», это вовсе не значит, что мы делаем больше для борьбы с нашим общим врагом. Мы знаем, что они, так же как и мы, вкладывают все свои силы в эту войну.— Эдвард Стеттиниус